# Grünau (Namibia)
Grünau es una localidad de Namibia, al oeste de Karasburg, en la región Karas.
Está localizada en las coordenadas 27° 44' Sur, 18° 22' Este.
- Datos: Q991160
- Multimedia: Grünau, Namibia / Q991160